# Kōji Yusa
Kōji Yusa (游佐浩二 Yusa Kōji), es un seiyū japonés nacido el 12 de agosto de 1968 en Osaka, Japón y se crio en la prefectura de Kioto. Es conocido por sus papeles en Choja Raideen (como Raideen Búho), la serie de Sonic the Hedgehog (como Shadow the Hedgehog), Bleach (como Ichimaru Gin), Battle Vixens (como Zuo Ci y Huang Xu), Majin Tantei Nogami Neuro (como Eiji Sasazuka), Ergo Proxy (como Vincent Law), Zettai Karen Children (como Kyōsuke Hyōbu) y Kamen Rider Den-O (como Urataros). Está casado con la actriz de voz Mitsuhashi Kanako. Ganó el Premio Sinergy de Kamen Rider Den-O en los 2° Premios de Seiyu.

## Roles Interpretados

### Series de Anime
- ACCA: 13-ku Kansatsu-ka (Lilium)
- After War Gundam X (Demā Guraifu)
- AM Driver (Scene Pierce)
- Amatsuki (Kon Shinonome)
- Angel Links (Nikora)
- Ao no Exorcist (Renzou Shima)
- Ao no Exorcist: Kyoto Fujō Ō-hen (Renzou Shima)
- Astro Boy (Blues, staff member, pilot)
- Atashin'chi (Math teacher, daughter's boyfriend, bus driver, salesman, instructor, others)
- Baki the Grappler (Gaia Nomura)
- Banner of the Stars (Larnia)
- Battle B-Daman (Bodyguard)
- Black Jack (Doctor)
- Bleach (Gin Ichimaru)
- Blood+ (Gudolf, Archer Research Aide)
- Bonobono (Nan Nan)
- Boogiepop Phantom (Takashi)
- Brave Command Dagwon (Announcer, young pupil, delinquent)
- Case Closed (Ginji Tobita, Toshiya Tadokoro, Tetsuya Kawasaki, Hisashi Suguro, Ryōsuke Shiina, Damu official, fireman, judge #A, police station official, Nagasaku Shirou)
- Chaotic (Codemaster Crellan)
- Choja Raideen (Ginga Torikai/Raideen Owl)
- Chrome Shelled Regios (Roy Entorio)
- Clamp School Detectives (Black-suited man #D)
- Claymore (Isley)
- Crayon Shin-chan (Salary man, Shō's father, masseur, others)
- Crest of the Stars (Larnia)
- Dai-Guard (Makise)
- Dazzle (Jenfūpu)
- Dennō Coil (Sōsuke)
- Doraemon (Man)
- Drifters (Flemi)
- DT Eightron (Beruku)
- Earth Maiden Arjuna (Adjutant #C)
- Eden of the East (Jintarō Tsuji)
- Ergo Proxy (Vincent Law)
- Eyeshield 21 (Rui Habashira, Shigeru Miyake, Simon)
- Fighting Spirit (Test student)
- Full Metal Panic! The Second Raid (Tony)
- Gate: Jieitai Kanochi nite, Kaku Tatakaeri (Akira Yanagida)
- Ginga Legend Weed (Buruge)
- Gintama (Ayumu Tōjō)
- Goshūshō-sama Ninomiya-kun (Tasuku Okushiro)
- Gyakkyō Burai Kaiji: Hakairoku-hen (Tomohiro Miyoshi)
- Hakuouki (Sanosuke Harada)
- Hanamaru Kindergarten (Hanamaru Sensei)
- Higeki no Genkyō to naru Saikyō Gedō Last Boss Joō wa Min no tame ni Tsukushimasu (Gilbert)
- Hikaru no Go (Michio Shira, Kyōhei Katagiri, liege lord, others)
- Hoozuki no reitetsu (Hakutaku)
- Hungry Heart: Wild Striker (Haruki Ōmura, Minoru Fujimori, Koboku, others)
- Ikki Tousen Dragon Destiny (Zuo Ci, Xu Huang)
- Ikki Tousen Great Guardians (Zuo Ci)
- Initial D Second Stage (Thunders, others)
- Kara no Kyoukai (Cornelius Alba)
- The King of Braves GaoGaiGar (Steering committee)
- Kino's Journey (Salary man)
- Koi to Uso (Yōichi Nisaka)
- Kore wa Zombie Desu ka? (King of the Night)
- Koutetsu Sangokushi (Zhuge Jin, messenger, Gorotsuki)
- Kuroshitsuji (Lau)
- Les Misérables: Shōjo Cosette (Montparnasse)
- Lost Universe (Aku Gaki)
- Majin Tantei Nōgami Neuro (Eishi Sasazuka)
- MapleStory (Aroaro)
- Mob Psycho 100 (Kamuro Shinji)
- Munō na Nana (Jin Tachibana)[1]
- Nana (Nishimoto)
- Night Head Genesis (Kamiyashi)
- Nurarihyon no Mago (Nurarihyon (young))
- Nurarihyon no Mago: Sennen Makyo (Nurarihyon (young))
- Ookami Kakushi (Shunichirou Sakaki)
- Papuwa (Gionkamen Arashiyama, Kimura, Nagara River Cormorant)
- Persona -trinity soul- (Kiyofumi Nagai)
- Pokémon (Yūji, Mitsuji)
- Pupa (Shirō Onijima)
- Rune Soldier (Hero, adventurer #B)
- Saiunkoku Monogatari (Doushu)
- Sakamoto desu ga? (8823 -Hayabusa-)
- Seikon no Qwaser (Georg Tanner)
- Shijō Saikyō no Deshi Kenichi (Ikeshita)
- Shima Shima Tora no Shimajirō (Caster)
- Shōwa Genroku Rakugo Shinjū (Mangetsu Tsuburaya)
- Shōwa Genroku Rakugo Shinjū: Sukeroku Futatabi-hen (Mangetsu Tsuburaya)
- Shūmatsu no Izetta (Görz)
- Shura no Toki - Age of Chaos (Takato Mutsu, Asanosuke, Tōkichi)
- Slayers (Guard)
- Sonic X (Shadow the Hedgehog)
- The SoulTaker (Operator)
- Special A (Aoi Ogata)
- Star Ocean: The Second Story (Keith)
- Starry Sky (Mizushima Iku)
- The Story of Saiunkoku (Hanasana)
- Tegami Bachi Reverse (Lawrence)
- Terra Formars (Adolf Reinhard)
- Tetsuko no Tabi (Group)
- Tiger & Bunny (Yuri Petrov/Lunatic)
- Transformers: Armada (Demolishor, Thrust)
- Transformers: Energon (Ironhide/Irontread, Wing Dagger/Wing Saber)
- Turn A Gundam (Laborer #A, farmer #B, militia soldier #B)
- The World of Narue (Shimada owner)
- Tokyo Ghoul (Tatara)
- Umineko no Naku Koro ni (Amakusa Juuza)
- Undead Unluck (Nico)
- Uta no Prince-sama (Hyouga Ryuuya)
- Vatican Kiseki Chōsakan (Padre Julia)
- Yakitate!! Japan (Edward Kaiser)
- Yatterman (Chokotto)
- Yes! PreCure 5 (Count Rozetto)
- Young Black Jack (Yabu)
- Yowamushi Pedal (Midousuji Akira)
- Yu-Gi-Oh! GX (Fubuki Tenjōin)
- Zettai Karen Children (Kyōsuke Hyobu)

### OVAs
- Attack On Titan: A Choice with No Regrets (Farlan Church)
- Bleach: The Sealed Sword Frenzy (Gin Ichimaru)
- Dogs: Bullets & Carnage (Ian)
- Hunter x Hunter G I Final (Bara)
- Initial D Extra Stage Impact Blue (Nogami)
- Kamen Rider Den-O Collection DVD "Imagin Anime" (Urataros)
- Saint Seiya: The Lost Canvas (Scorpio Kardia)
- The Prince of Tennis: The National Tournament Semifinals (Osamu Watanabe)
- Sex Pistols (Hoikushi)
- Kuroshitsuji: Ciel in the Wonderland (Lau)
- Shōwa Genroku Rakugo Shinjū: Yotarō Hōrō-hen (Mangetsu Tsuburaya)

### CD Drama
- Ao no Exorcist: Money, money, money (Renzō Shima)

- Mujihi na Otoko, Mujihi na Anata & Mujihi na Karada (Shirahane Nanao)

### Videojuegos
- Ar tonelico II (Croix Bartel)
- Bleach: Kurenai ni Somaru Soul Society (Gin Ichimaru)
- Bleach: Erabareshi Tarashii (Gin Ichimaru)
- Bleach GC: Tasogare ni Mamieru Shinigami (Gin Ichimaru)
- Bleach: The Blade of Fate (Gin Ichimaru)
- Bleach: Kokui Hirameki Requiem (Gin Ichimaru)
- Bleach: Hanaterashi Yabou (Gin Ichimaru)
- Bleach: Blade Battlers (Gin Ichimaru)
- Bleach: Blade Battlers 2nd (Gin Ichimaru)
- Bleach: Shattered Blade (Gin Ichimaru)
- Bleach: Heat the Soul 2 (Gin Ichimaru)
- Bleach: Heat the Soul 3 (Gin Ichimaru)
- Bleach: Heat the Soul 4 (Gin Ichimaru)
- Dear Girl ~Stories~ Hibiki (Teran Ikkemen)
- Hakuōki: Kyoto Winds (Harada Sanosuke)
- Hakuoki Shinsengumi Kitan (Harada Sanosuke)
- Hakuoki Zuisouroku (Harada Sanosuke)
- Hakuoki Shinsengumi Kitan (PSP) (Harada Sanosuke)
- Hakuoki Shinsengumi Kitan (PS3) (Harada Sanosuke)
- Hakuoki Yugiroku (Harada Sanosuke)
- JoJo's Bizarre Adventure: All Star Battle (Noriaki Kakyoin)
- Kamen Rider: Climax Heroes series (Kamen Rider Den-O Rod Form, Kamen Rider Den-O Super Climax Form)
- Kichiku Megane (Midou Takanori)
- Lucky Dog 1 (Bernardo Ortolani)
- Nier Replicant (Nier)
- Pokémon Pearl (Mewtwo)
- Rogue Galaxy (Young Dorgengoa, Gale Dorban)
- Sonic the Hedgehog series (Shadow the Hedgehog)
- Starry☆Sky (Iku Mizushima)
- Tales of Hearts (Chlorseraph)
- Genshin Impact (Baizhu)